# Ariana Baborie
Ariana Jasmin Baborie (* 12. Januar 1988 in West-Berlin) ist eine deutsche Radio- und Fernsehmoderatorin, Podcasterin und Autorin.

## Leben und Karriere
Babories Großeltern väterlicherseits emigrierten aus Afghanistan in die Bundesrepublik, wo ihr Großvater im Auswärtigen Amt in Bonn als Botschaftssekretär arbeitete. Die Eltern ihrer Mutter wurden im ehemaligen Jugoslawien, dem heutigen Kroatien, geboren. Sie wuchs mit Deutsch und Farsi zweisprachig in Berlin auf.
Nach dem Abitur absolvierte sie eine Ausbildung als Werbetexterin. Anschließend arbeitete sie als Moderatorin beim hessischen Radiosender You FM sowie den Berliner Sendern Berliner Rundfunk 91,4 und 98.8 Kiss FM. Es folgten Comedy-Auftritte, unter anderem bei NightWash, dem Quatsch Comedy Club und bei StandUpMigranten. 2018 moderierte sie abwechselnd mit Oliver Pocher die Late-Night-Show Dinner Party auf Sat.1.
Zusammen mit Laura Larsson hostete sie von 2016 bis 2021 den Podcast Herrengedeck – Der Podcast, in welchem sie sich wöchentlich zu Zeitgeschehen und persönlichen Erfahrungen austauschten. Dafür wurden sie 2020 mit dem deutschen Comedypreis ausgezeichnet. Im August 2019 erschien ihr gemeinsames Buch Herrengedeck: Geschichten, die wir nüchtern niemals erzählen würden. 2020 gewann Baborie den E! People’s Choice Award in der Kategorie „German Influencer“.
Von Februar 2022 bis November 2023 veröffentlichte Baborie einen wöchentlichen Podcast mit Comedian Till Reiners unter dem Namen Endlich normale Leute. Der Podcast wurde von Seven One Media produziert.
2023 veröffentlichte Baborie zusammen mit Evelyn Weigert 21 Folgen des Podcasts Die große Shitparade des Lebens – mit Evelyn Weigert und Ariana Baborie. 
Anlässlich des 100. Geburtstags des Humoristen Loriot veröffentlichte Baborie 2023 den Podcast „Loriot 100 – mehr Lametta“ in Zusammenarbeit mit Radio Bremen, SWR und rbb.
Seit Anfang November 2023 hostet Baborie gemeinsam mit ihrem Lebenspartner Benedict Herzberg den Podcast Mom & Dadjokes, in dem das Paar auf humoristische Art über seinen unerfüllten Kinderwunsch spricht. Wie Endlich normale Leute wird auch Mom & Dadjokes von Seven One Media produziert.
Ariana Baborie hat eine Schwester und lebt in Berlin.